# インレー湖
インレー湖（ビルマ語: အင်းလေးကန်）は、ミャンマー連邦共和国のシャン丘陵に位置する淡水湖。
シャン州タウンジー県ニャウンシェ郡区に位置する。ビルマ語で「イン」は湖、レーは「4」を意味する。その昔インレー湖は4つの小さな湖だったが、湖の近くに住む鬼によって4つの湖が水路で繋げられ、大きな湖が誕生したという伝説が残っている。

## 自然

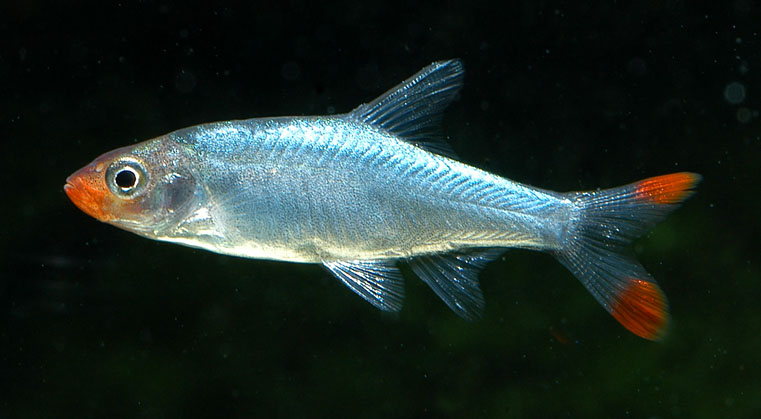
レッドフィンレッドノーズ

表面積43.5km2の広さを持ち、平均標高884mの高地に位置する。南北約18km、東西約5kmに広がる、縦長の湖である。石灰岩質の地層が水の浸食によって溶解したことで生まれた湖だと考えられている。
湖の湖水面積と水深は、減水期と増水期で大きく異なる。最深部の水位は3.1mほどであるが、雨季に入ると水深はおよそ1.5m増加する。湖水はシャン州の隣のカヤー州に流れ、水力発電の水源として利用されている。水中に含まれる有機物は少なく、波が穏やかな時には水中の魚を肉眼で目視できる。東・西・北の河川が湖に流入するが水量は少なく、その中で最も大きい川は北西のポン湖から注ぐ川である。西のカロー川とアッパー・バルー川からの河口には土砂が堆積して三角州を形成している。
インレー湖の面積はさほど広くは無いが、その範囲内には多様な固有種が含まれている。湖の周辺は自然保護区に指定され、鳥獣の捕獲が禁止されている。レッドフィンレッドノーズ、ダニオ・エリスロミクロン、デヴァリオ・アウロプルプレウスなどの魚類の固有種は、動物商の間で希少な高額商品として取引されている。11月から1月にかけては、オオヅルなどのおよそ20,000羽の渡り鳥が湖に飛来する。湖と周辺にはインダーコイ、レッドフィンレッドノーズ、ダニオ・エリスロミクロン、ミクロラスボラ・ルベスケンスなどの淡水魚、カワウソ、カメ、タイコブラ、ヒメヤマセミ、ハッカチョウ、オオジュウイチ、ビルマジャコウネコ、ビルマノウサギ、キンイロジャッカルが生息している。
2015年にユネスコの生物圏保護区、2018年にラムサール条約登録地となった。

## インレー湖の人々と産業

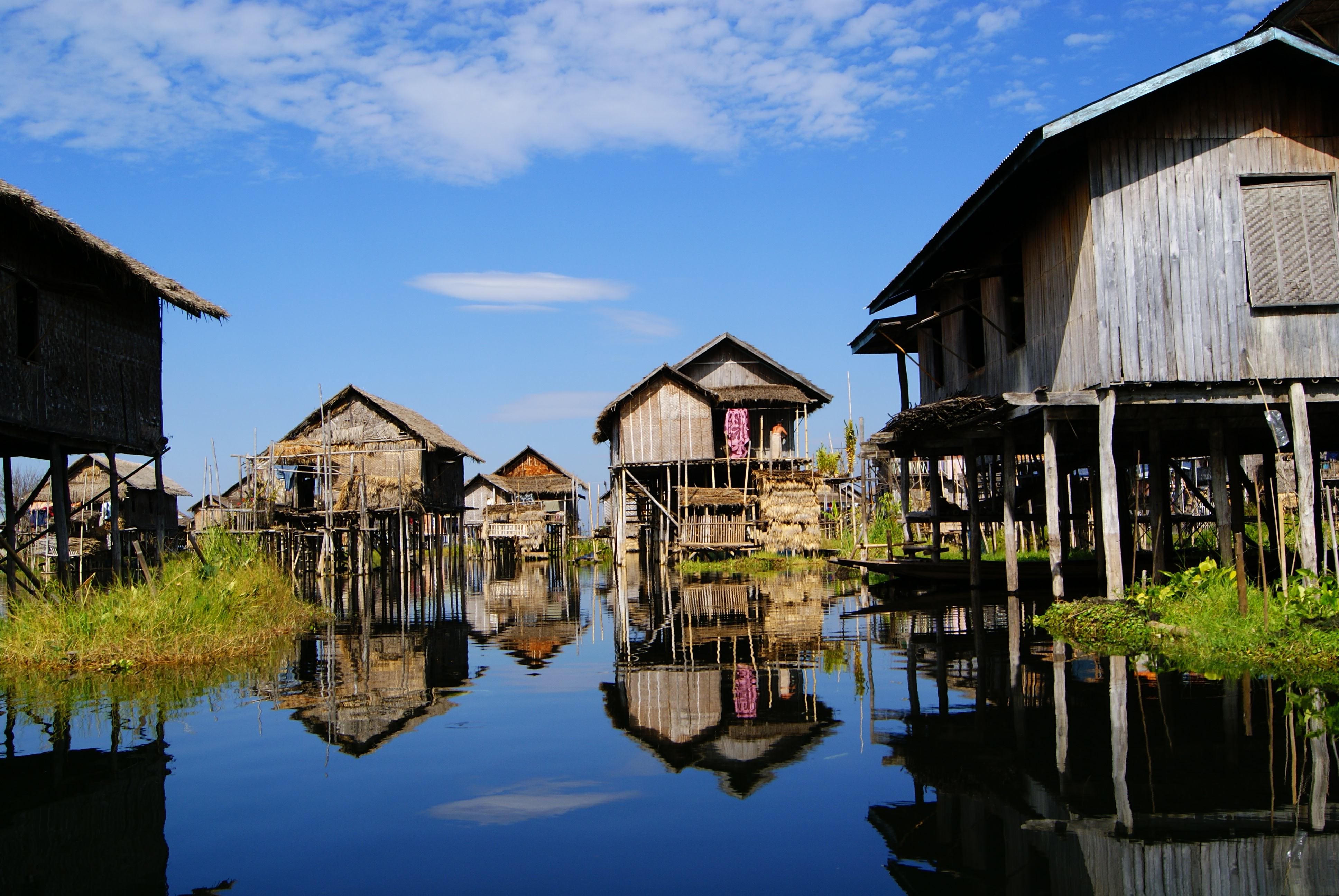
湖上に建てられた家屋

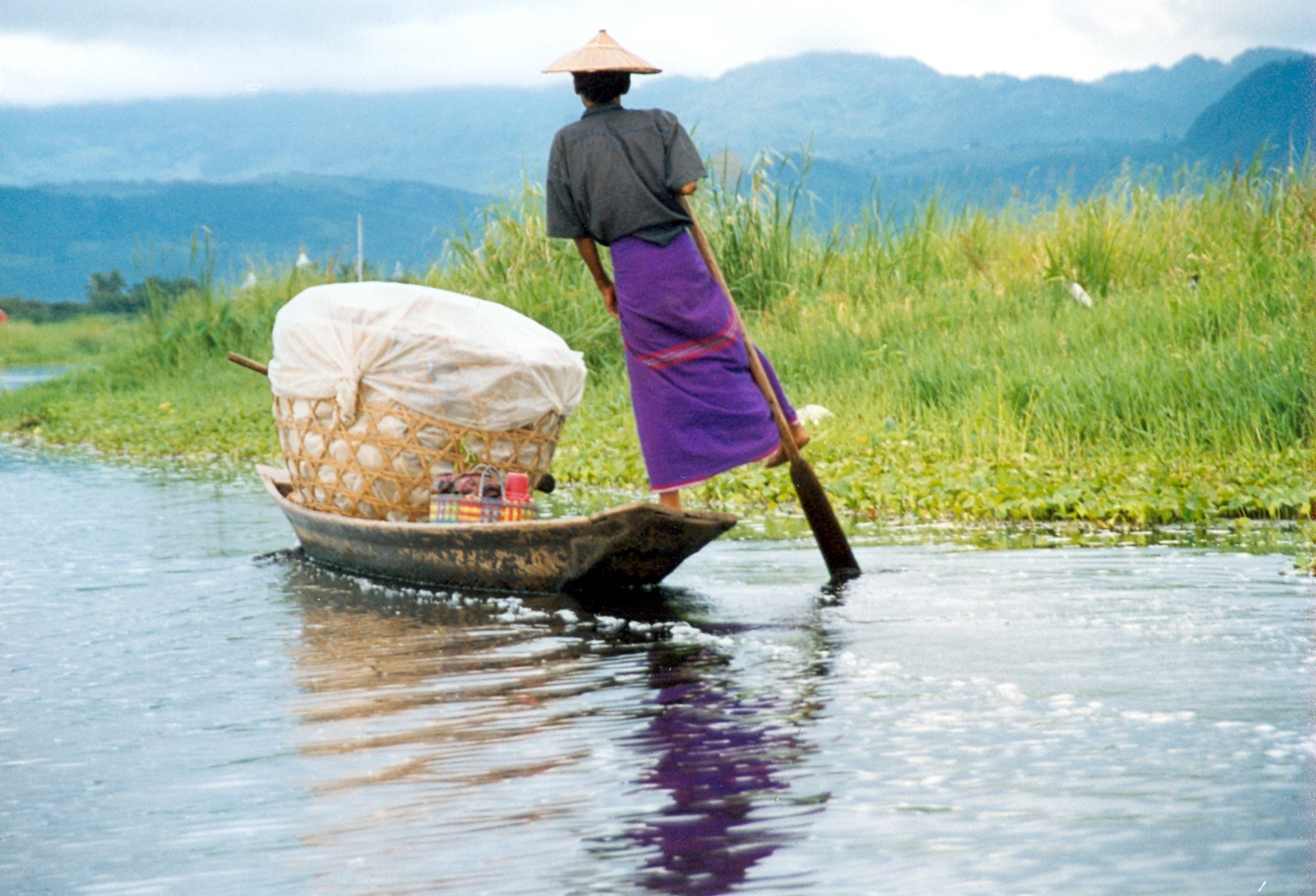
インダー族の立ち漕ぎ

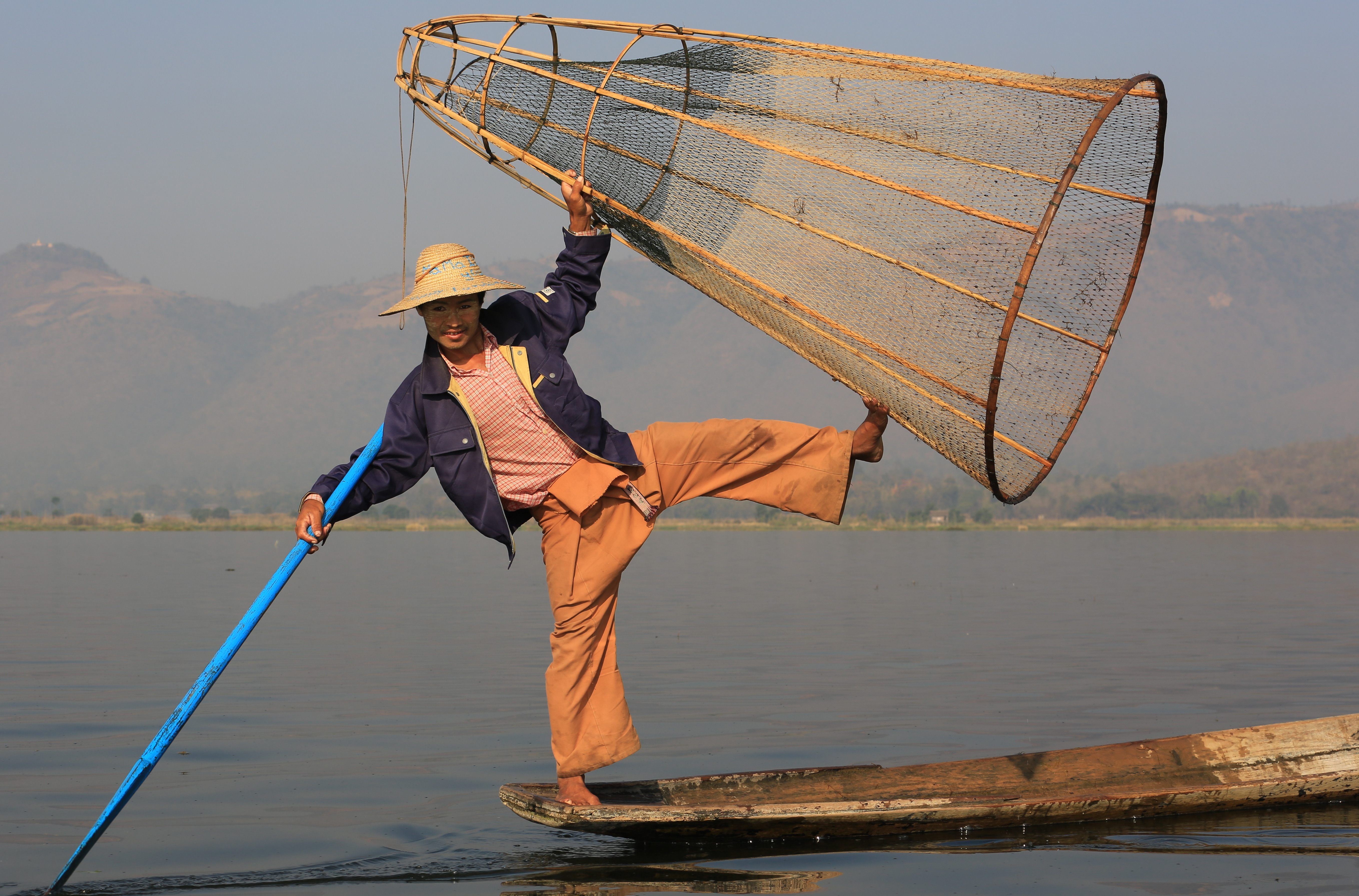
伏せ網を使う漁師

インレー湖とその周辺にはインダー族が居住し、近隣の4つの都市、沿岸部に点在する村落、あるいは湖上で生活している。インダー族のほかにはシャン族、パオ族、ダヌー族、タウンヨー族などが居住している。住民のほとんどは仏教を信仰しており、木と竹を組み合わせた簡素な家に住んで自給自足の生活を営む農家で構成される。インダー族は湖上の浅瀬に建てた高床式の水上家屋で生活を営み、伝統的には彼らの遺骸は湖の中に埋葬されるが、近年では陸上への埋葬も増加している。インダー族の家屋は藻や水草が集まってできた浮き島（チュン・ミョー）を集めたものを土台としており、その上に湖岸の土や湖底の泥を載せて水中に沈め、浮き島に杭を立てて家屋を建てる。湖上、周辺の集落は職業別に形成されている傾向があり、インレー湖には自給自足的な経済圏が成立していると見なす向きがある。観光ツアーでは、インダー族の水上村落の葉巻工房、織物工房を見学することも可能である。
湖上の主な交通機関として、伝統的にフレーと呼ばれる小型のボートが利用されているが、ディーゼルエンジンを搭載した大型のボートも走っている。浮き島や水上に伸びる水草の間を通る必要があるため、フレーは舳先と船尾が反りあがった笹舟のような形をしている。フレーは通学や買い物、家や集落の行き来といった日常生活の足として使われるが、遠方に出かける時にはエンジン付きのボートも使われる。インダー族は片足で船尾に立ち、もう片方の足を櫂を操る独特のボートの漕ぎ方を実践していることで知られている。一説では、インダー族は陸に上がる機会が少ないため、足腰の筋力を鍛えるために考案されたという。しかし、立ち漕ぎを行うのは男性だけであり、船板に座って両手で櫂を操るのが慣習的な女性の船の漕ぎ方である。また、インレー湖独特の漁に、網を仕掛けた釣鐘状の枠を湖に沈め、湖底をかき回した時に浮かぶ魚を捕獲する伏せ網がある。湖で獲れた魚は住民の食卓に上り、現地で最も食べられている魚はインダーコイ（ンガペイン、nga hpein、インレー湖のコイ、インダー族のコイ）と呼ばれている。他にはフナ、ナマズ、ドジョウ、ライギョなど約20種の魚が水揚げされている。湖で穫れた魚はインレー地域以外に、シャン州の各地に出荷される。
漁業のほか、インレー湖上の浮き畑では野菜や果実が栽培されており、手作業によって整備されている。湖底に根を張ったホテイアオイなどの水草を土台として湖の泥を積み上げて浮き畑を形作り、流されないように竹竿で水底に固定している。浮き畑ではトマト、ナス、キュウリ、トウガラシなどの野菜が栽培され、ヒヤシンスなどの花も栽培されている。雨季に入ると浮き畑は水没するため、11月ごろに種が蒔かれ、翌年2月以降に収穫が行われる。しかし、浮き畑の増加は後述の環境問題を引き起こしている。
また、インレー地帯では稲作も重要な産業となっている。湖岸の山麓で稲作が行われ、早生が多く栽培されている。稲の収穫量はあまり多くなく、ほとんどがインレー地帯で消費される。
現地の人間が使用する手工芸品と、商用の手工芸品は異なるルートを通して流通している。代表的な工芸品には工具と彫り物が挙げられ、装飾品、織物、煙草（Cheroots）も製造されている。インレー湖畔の市場は湖の周辺の5つの地点を日々巡回する形で開催されているため、それぞれの場所で5日ごとに市場が開かれていることになる。市場では日常必需品が最も出回っている。市場が湖上のイワマで開催される日には小型の船の上で取引が行われ、湖の上の水上マーケットは他の4つの場所で開かれる市場に比べて観光ツアーに組み込まれることが多い。
インレー地域は独特の織物が生産されることで知られており、多くのビルマ人が日常生活でトートバッグとして使用しているシャン族の鞄の多くは、インレー地域で製造されている。手織りの絹織物も重要な産業であり、特徴的なデザインがされている高品質の織物は「インレー・ロンジー」と呼ばれている。1930年代にインレーの染色産業は一時的に断絶したが、タイで技術を学んだ職人によって再興された。ハスの繊維を利用した独特の生地はインレー地域でのみ作られており、ハスの生地からは仏像に着せる服（kya thingahn、ビルマ語で「ハスの着物」の意）が作られる。

## 環境問題

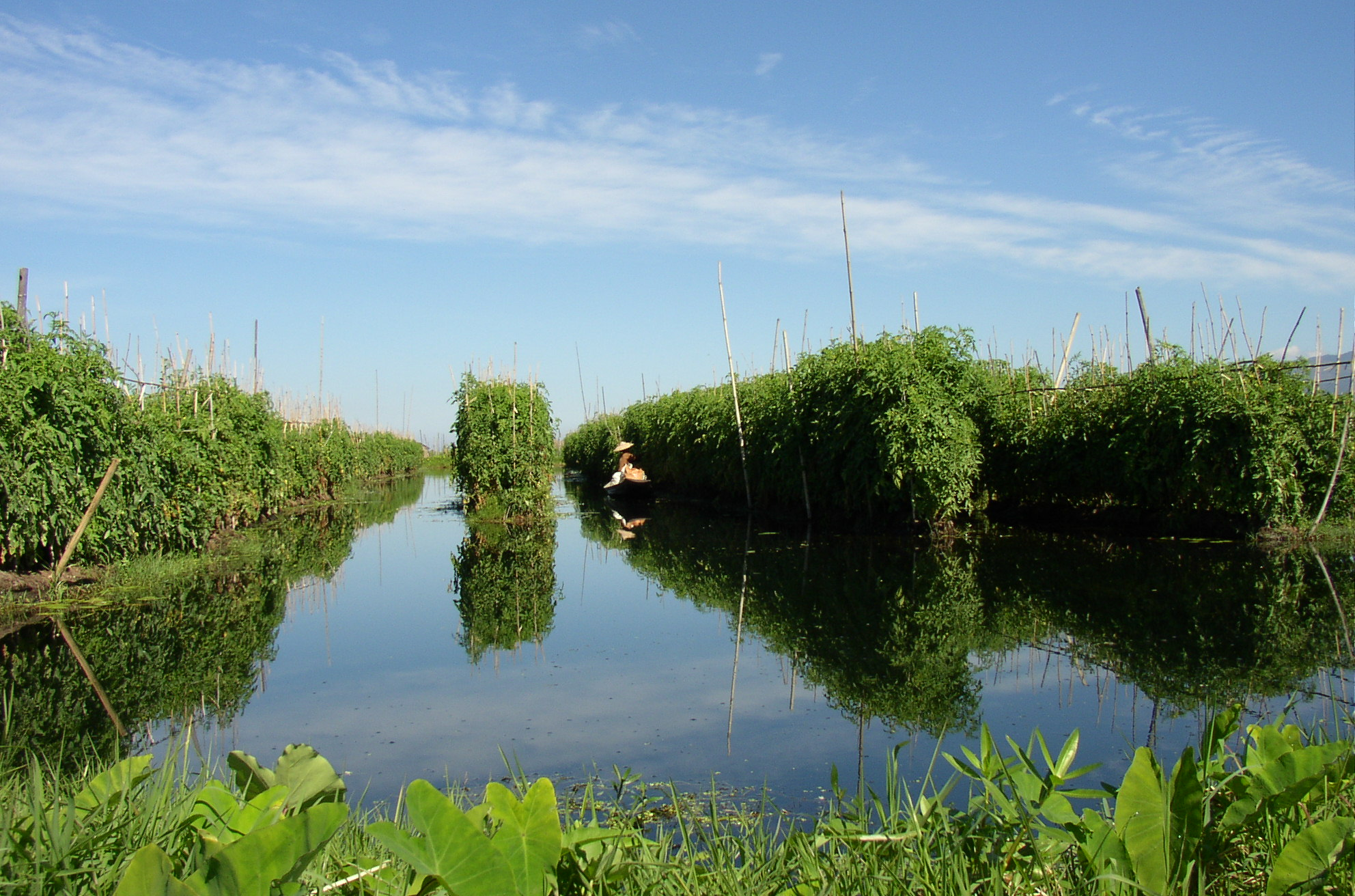
浮き畑

人口の増加と農業と観光産業の急速な発展は、インレー湖の自然環境に悪影響を与えている。1935年から2000年にかけての65年の間に、1960年代から湖の西側で実験的に導入された浮き畑の開発のため、インレー湖の水面面積は69.10km2から46.69 km2に減少した。浮き畑は湖の表面を浸食していき、時間が経つにつれて浮き畑は固形化していく。65年間に減少した水面面積のうち、約21 km2は湖の西側で行われている浮き畑の増設に起因すると考えられている。
周辺の丘陵で行われている材木の伐採と焼畑は、湖に注ぐ河川へのシルトと栄養分の流入が増加し続ける原因となり、特に北西部の河川で顕著である。このため湖にシルトが堆積し、河川から流れ込んだ栄養素によって湖中の水草と藻類の成長が促進される。湖上の湿地帯と周辺の丘陵で行われる農業が結合して自然環境に直接影響を与え、土壌の堆積、湖の富栄養化、公害が発生している。湖に流れ込む土砂の量が増加しているために面積の減少の度合いが速まり、貯水量の減少も不安視されている。
また、浮き畑の作物の根を覆うために使用されるホテイアオイも、大きな問題となっている。本来はインレー湖に自生していないホテイアオイは、急速に増加して湖の表面を覆い、元から湖に生息している動植物の栄養分と日光を奪っている。過去20年の間に行われた大規模な浚渫機とポンプを使用した汲み上げは、ホテイアオイの増加の抑制に一定の効果を上げた。現地の住民に対する啓発も有効な働きを見せている。漁業の振興のために計画的に放流されている、ソウギョなどの外来種の魚類が湖の生態系に与える影響が懸念されている。
未処理の汚水と家庭からの排水が湖に流れ込むため、公衆衛生局は湖の周辺の村の衛生状態に継続的に注意を払っている。
湖の水質を調査した結果、飲食への使用には不適であることを示す結果が数例報告された。湖水の溶存酸素量は魚類・微生物が生存に必要とする量よりも少なく、一方で亜硝酸、硝酸塩、リン酸塩の濃度が高くなっている。衛生面で安全な水を確保するためいくつかの村は井戸を掘り、汲み上げた井戸水を飲用・調理に使用している。
湖での騒音も大きな問題になっている。中でもボートに搭載された安価で低質なディーゼルエンジンが船尾に付けられたプロペラを駆動させる音が大きく、静謐な環境が壊されている。
2010年に記録された猛暑は過去50年間最大の水位の低下を引き起こした。水量の減少によって飲料水の確保が困難になり、イワマの水上マーケットは開催の危機に陥った。さらにヤンゴンに電力を供給するLawpitaの水力発電所も、水量の減少によって稼働に支障をきたした。

## 観光

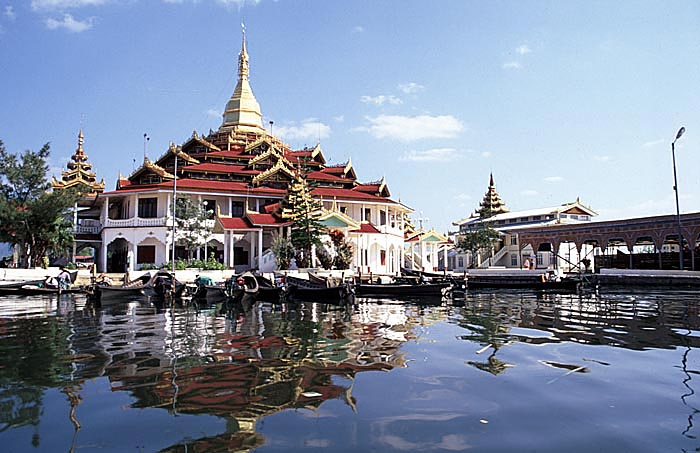
パウンドーウー・パゴダ

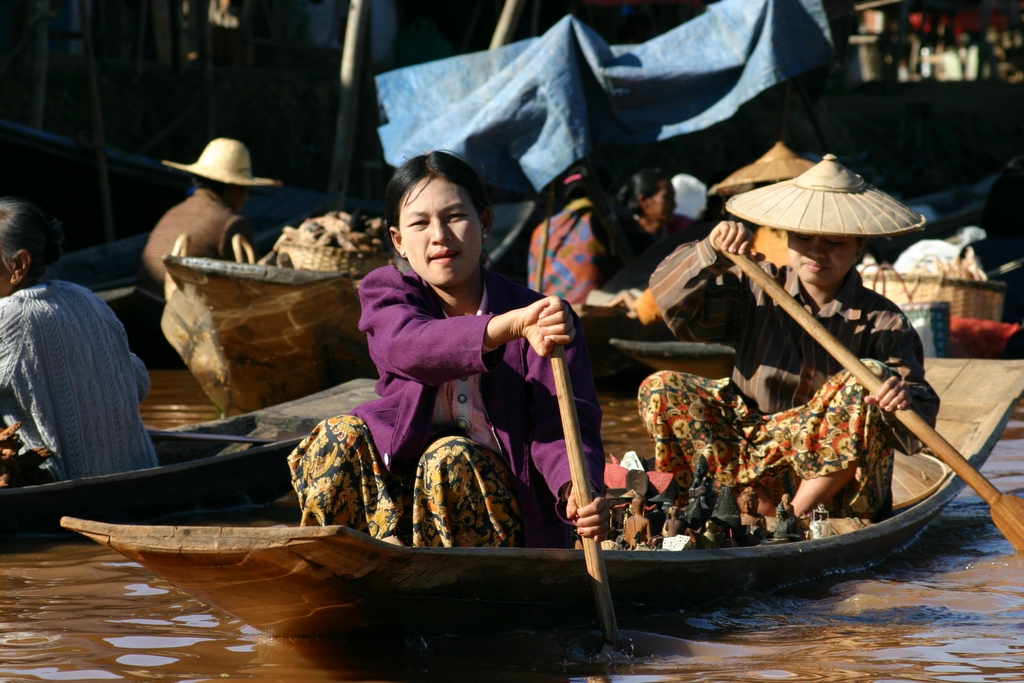
ある水上マーケットの日

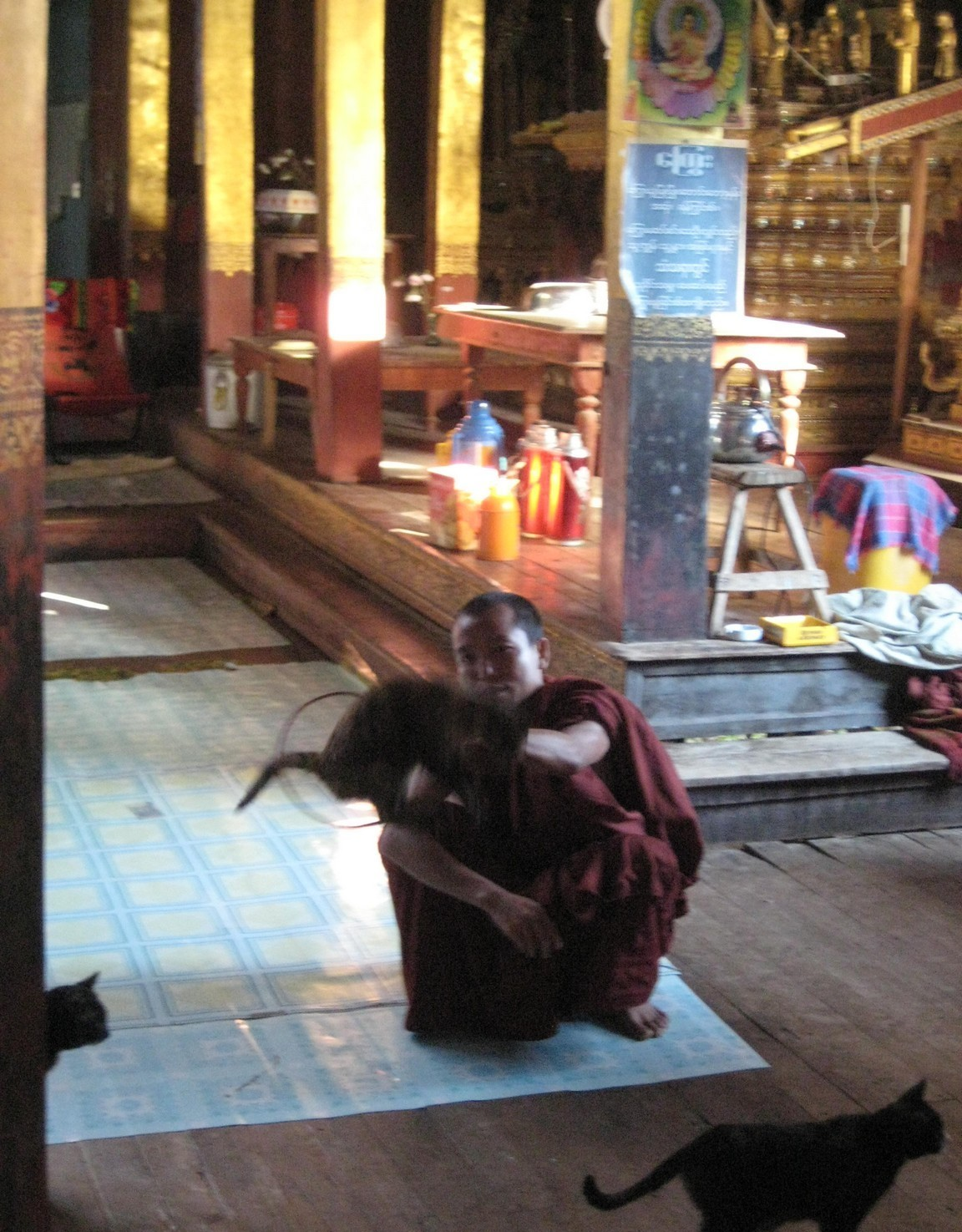
ガーペー寺院の僧侶と猫

ヨーロッパ人観光客の間ではインレー湖はバガンと並ぶ観光地として人気が高く、浮島や浅瀬にはいくつかのリゾートホテルが建てられている。ニャウンシェがインレー湖観光の拠点となっており、観光客はボートを利用したツアーに参加することができる。
9月から10月にかけての3週間、イカダ祭（パウンドーウー（ファウンドーウー）・パゴダの祭）が開催される。パウンドーウー祭では、伝説上の鳥ヒンター（Hindha）を模した黄金の船カラウェイ（Karaweik）が湖に現れる。カラウェイは4隻用意され、それぞれの船はパウンドーウー寺院に安置されている仏像を格納している。湖の各地に寄港したカラウェイの元にはインダー族などの現地の仏教徒が参拝に訪れ、露店も開かれる。祭の開始から20日が経過した後、仏像を積んだカラウェイはパウンドーウー寺院に帰還する。カラウェイがニャウンシェに寄港する第7日目、カラウェイが帰還する最終日にはボートレースが開かれる。伝承では、イカダ祭はパガン王朝のアラウンシードゥー王（在位：1112年 - 1167年）の行幸が起源とされ、カラウェイに積み込む仏像はアラウンシードゥーの手によるものと伝えられている。参拝者が金箔を仏像に張り続けているため、像は原形を残していない。
湖上の浮島に建つガーペー寺院（Nga Phe）には66体の仏像と、554本の柱が並ぶ。住み着いている猫は、輪を飛びくくる習性があることで知られ、寺院は「ジャンピングキャット・モナストリー（Jumping Cat Monastery）」と紹介されるようになった。
他にパガン王朝時代に建立されたパゴダ、湖北岸には温泉が存在する。

## 食文化
地元で獲れた食材を生かしたインレー湖一帯の郷土料理は、一般的なシャン州の郷土料理とは異なったものになっている。代表的な料理であるHtamin jinは発酵させた米にトマト、イモか魚を加えてこね合わせた料理であり、タマネギのフライの油漬け、タマリンドのソース、コリアンダー、春タマネギが添えられる。ビルマの豆腐（en）を二度揚げしたhnapyan gyawは、Htamin jinと共に供される。また、市場ではシャン族独自の食品であるペイポー（pè bouk、大豆を発酵させた食品で納豆に似ている）が売られている。